# Entrada de Toros al Estilo Calijó
La Entrada de Toros al Estilo Calijó de Càlig (Castellón) es un festejo popular taurino que se celebra durante las Fiestas Patronales en honor a San Lorenzo, a principios de agosto. Esta fiesta, que se celebra desde mediados del siglo pasado, da inicio a las tardes de vacas y toros, con la entrada al municipio de los astados. En 2011 fue declarada  fiesta de interés turístico provincial de la Comunitat Valenciana.

## Origen y Evolución
Los orígenes de este festejo popular se remontan a mediados del siglo pasado, cuando trasladaban las reses de las dehesas al centro urbano para que participaran en los actos taurinos que se organizaban en el municipio. Por ello, la Entrada de Toros inicia su recorrido en un lugar conocido antiguamente como el Garrofer de Tafalla, que se encuentra en la carretera de salida del municipio en dirección a Cervera del Maestrat.
En 2018, el Ayuntamiento consistorial abogó por recuperar el recorrido que seguía la Entrada de Toros en sus inicios, dando comienzo en el previamente mencionado Garrofer de Tafalla. Además, el mismo año, tanto el Ayuntamiento como la Diputación de Castellón hicieron una inversión de 6000 euros para mejorar el recorrido; básicamente se impulsó una renovación de los toriles y de todas las barreras, aumentando así la seguridad de espectadores y corredores.
En 2019, la comisión permanente del Patronato Provincial de Turismo de la Diputación de Castellón  impulsó una línea de subvenciones para potenciar la calidad y el número de asistentes a las 17 fiestas de interés turístico de la provincia; entre las que se encuentra la Entrada de Toros al Estilo Calijó.

## Descripción del Festejo
La Entrá de Toros es una tipología de encierro que se corre "al Estilo Calijó" durante las fiestas patronales en honor a San Lorenzo, a principios de agosto, y que da inicio a todas las actividades taurinas que se organizan en el marco de las mismas. Aparte de los actos taurinos, las fiestas incluyen otro tipo de actividades culturales, deportivas o lúdicas; como pasacalles, bailes o verbenas.
El recorrido, que transcurre por las calles del municipio, se inicia en el Garrofer de Tafalla y finaliza en la plaza de toros cuando se corre "a l'Avallada", y en sentido inverso cuando se hace "a la Pujada". Este evento, que suele congregar a miles de aficionados, suele ir precedido de una entrada infantil.

## Reconocimientos
- El 6 de abril de 2011, la consellera de Turismo y presidenta de la Agencia Valenciana del Turismo aprobó una resolución por la que se otorgó la declaración de fiesta de interés turístico provincial de la Comunitat Valenciana a la "Entrà de Bous a l’Estil Calijó" de Càlig.[10][11]